# Flestolol
Flestolol je kratkotrajni agonist beta adrenergijskog receptora.

## Sinteza
Acilacijom glicidola (2) hloridom kiseline 1 nastaje estar 3. Reakcija tog intermedijera sa aminom 4, dobijenog reakcijom 1,1-dimetiletilendiamina sa urejom, daje flestolol (5).